# Váradka
Váradka (szlovákul: Varadka) község Szlovákiában, az Eperjesi kerület Bártfai járásában.

## Fekvése
Bártfától 17 km-re északkeletre, a lengyel határ mellett, az Ondava partján fekszik.

## Története
A falu a 15. században soltész általi betelepítéssel keletkezett, első írásos említése 1470-ben történt. A makovicai uradalom része volt. 1492-ben „Warathka” néven említik. 1600-ban malommal és 3 adózó háztartással rendelkezett. 1715-ben 16, 1720-ban 8 háztartása volt. 1773-ban „Varadka” a neve.
A 18. század végén Vályi András így ír róla: „VÁRADKA. Orosz falu Sáros Várm. földes Ura Gr. Áspermont Uraság, lakosai többen ó hitüek, határja sovány, fája, és legelője elég van.”
1828-ban 60 házában 471 lakos élt.
Fényes Elek 1851-ben kiadott geográfiai szótárában így ír a faluról: „Váradka, Sáros vármegyében, orosz falu, a makoviczi uradal., Galliczia szélén: 469 gör. kath. lak. Gör. kath. paroch. templom. Ut. p. Bártfa.”
A trianoni diktátum előtt Sáros vármegye Bártfai járásához tartozott.

## Népessége
| Év:            | 1994. | 2004.    | 2014.    | 2024.   |
| -------------- | ----- | -------- | -------- | ------- |
| Emberek száma: | 131   | 174      | 200      | 251     |
| Eltérés:       |       | +32,82 % | +14,94 % | +25,5 % |

| Év:            | 2023. | 2024.   |
| -------------- | ----- | ------- |
| Emberek száma: | 251   | 251     |
| Eltérés:       |       | +1,42 % |

1910-ben 246, túlnyomórészt ruszin lakosa volt.
2001-ben 168 lakosából 127 szlovák és 26 cigány volt.
2011-ben 188 lakosából 83 cigány, 56 szlovák és 20 ruszin.

## Nevezetességei
- Görögkatolikus fatemploma 1924-ben épült a korábbi, 18. században épített fatemplom helyén.